# Dryocampa
Dryocampa (Harris, 1833) è un genere di lepidotteri appartenente alla famiglia Saturniidae.

## Sistematica
- Dryocampa alba
- Dryocampa bicolor
- Dryocampa pallida
- Dryocampa rubicunda
- Dryocampa semialba
- Dryocampa sperryae